# Patrizia Tisi
Patrizia Tisi (17 maggio 1971) è un'ex mezzofondista italiana, tre volte campionessa italiana assoluta di corsa campestre.

## Progressione

### 10 000 metri piani
| Stagione | Tempo     | Luogo     | Data      | Rank. Mond. |
| -------- | --------- | --------- | --------- | ----------- |
| 2006     | 33'04"49  | Antalya   | 15-4-2006 | 139ª        |
| 2005     | 33'32"22  | Almería   | 29-6-2005 | 200ª        |
| 2004     | 32'34"04  | Maribor   | 3-4-2004  | 98ª         |
| 2003     | 33'47"82  | Atene     | 12-4-2003 | 228ª        |
| 2002     | 33'51"3 m | Lumezzane | 12-9-2002 | 219ª        |
| 2001     | 34'30"86  | Camaiore  | 27-5-2001 |             |

### Mezza maratona
| Stagione | Tempo    | Luogo    | Data      | Rank. Mond. |
| -------- | -------- | -------- | --------- | ----------- |
| 2006     | 1h12'12" | Milano   | 2-4-2006  | 102ª        |
| 2004     | 1h13'27" | Napoli   | 9-5-2004  | 179ª        |
| 2003     | 1h12'16" | Torino   | 21-9-2003 | 121ª        |
| 2002     | 1h13'09" | Udine    | 29-9-2002 | 169ª        |
| 2001     | 1h13'55" | Arezzo   | 16-9-2001 | 243ª        |
| 2000     | 1h14'52" | Gargnano | 24-9-2000 |             |

## Palmarès
| Anno | Manifestazione             | Sede        | Evento                           | Risultato | Prestazione | Note |
| ---- | -------------------------- | ----------- | -------------------------------- | --------- | ----------- | ---- |
| 2001 | Mondiali di cross          | Ostenda     | Individuale seniores cross lungo | 67ª       | 32'05"      |      |
| 2001 | Mondiali di cross          | Ostenda     | A squadre seniores               | 6ª        | 117 p.      |      |
| 2001 | Mondiali di mezza maratona | Bristol     | Individuale                      | 49ª       | 1h16'12"    |      |
| 2002 | Mondiali di cross          | Dublino     | Individuale seniores cross lungo | 56ª       | 29'35"      |      |
| 2002 | Mondiali di cross          | Dublino     | Individuale seniores cross corto | dns       | dns         |      |
| 2003 | Mondiali di cross          | Losanna     | Individuale seniores cross lungo | 21ª       | 27'49"      |      |
| 2003 | Mondiali di cross          | Losanna     | Individuale seniores cross corto | dns       | dns         |      |
| 2004 | Mondiali di cross          | Bruxelles   | Individuale seniores cross lungo | 18ª       | 28'45"      |      |
| 2004 | Mondiali di cross          | Bruxelles   | Individuale seniores cross corto | dns       | dns         |      |
| 2004 | Mondiali di mezza maratona | Nuova Delhi | Individuale                      | 23ª       | 1h14'58"    |      |
| 2004 | Mondiali di mezza maratona | Nuova Delhi | A squadre                        | 5ª        | 3h43'39"    |      |
| 2005 | Giochi del Mediterraneo    | Almería     | 10 000 m piani                   | 4ª        | 33'32"22    |      |

## Campionati nazionali
- 3 volte campionessa italiana assoluta di corsa campestre, cross lungo (2003, 2004, 2005)

2001
- 5ª ai campionati italiani dei 10 000 metri piani - 34'30"86
- 4ª ai campionati italiani di maratonina - 1h13'55"

2002
- 8ª ai campionati italiani di maratonina - 1h13'09"
- 6ª ai campionati italiani di corsa campestre - 21'23"

2003
- Oro ai campionati italiani di corsa campestre, cross lungo

2004
- Oro ai campionati italiani di corsa campestre, cross lungo - 26'13"[1]
- Argento ai campionati italiani di maratonina - 1h13'27"

2005
- Oro ai campionati italiani di corsa campestre, cross lungo - 27'07"

2006
- Argento ai campionati italiani di corsa campestre - 26'21"

## Altre competizioni internazionali
1999
- 7ª alla Mezza maratona del Garda ( Gargnano) - 1h21'49"

2000
- Bronzo alla Mezza maratona del Garda ( Gargnano) - 1h14'52"
- Bronzo alla Corsa del Lupos ( Lumezzane), 12,9 km - 46'38"
- 7ª al Palio delle Porte ( Martinengo), 5,5 km - 19'31"
- 5ª alla Corrida di San Lorenzo ( Zogno), 5 km - 17'49"
- 4ª al Cross di Vallecamonica ( Darfo Boario Terme) - 21'32"

2001
- 12ª alla Avon Running ( Milano) - 34'49"
- 4ª al Grand Prix del Sebino ( Paratico), 5,1 km - 18'20"
- 6ª al Giro Media Blenio ( Dongio), 5 km - 16'53"
- 4ª alla Corrida di San Lorenzo ( Zogno), 5 km - 17'15"
- 13ª alla Cinque Mulini ( San Vittore Olona) - 30'49"
- 9ª al Campaccio ( San Giorgio su Legnano) - 23'12"
- 9ª al Cross della Vallagarina ( Villa Lagarina) - 16'12"
- 9ª al Cross di Alà dei Sardi ( Alà dei Sardi) - 18'13"

2002
- 7ª alla Maratonina di Primavera ( Merano) - 1h18'36"
- Bronzo alla Corrida di San Geminiano ( Modena), 13,1 km - 47'48"
- Oro alla Muragl-Lauf ( Bever), 10,5 km - 37'33"
- Bronzo ai Diecimila della Pasquetta ( Gualtieri) - 34'07"
- 7ª alla Avon Running ( Milano) - 34'46"
- Argento al Giro podistico di Pordenone ( Pordenone), 5,2 km - 17'20"
- 8ª alla BOclassic ( Bolzano) - 16'33"
- 5ª alla Scalata al Castello ( Arezzo) - 17'15"
- 8ª al Giro podistico internazionale di Pettinengo ( Pettinengo), 4 km - 13'12"
- 5ª alla Gonnesa Corre ( Gonnesa), 4 km
- 8ª alla Cinque Mulini ( San Vittore Olona) - 20'37"
- 10ª al Cross di Alà dei Sardi ( Alà dei Sardi) - 18'31"

2003
- Bronzo alla Mezza maratona di Torino ( Torino) - 1h12'16"
- 8ª alla Avon Running ( Milano) - 34'33"
- 5ª al Giro podistico internazionale di Castelbuono ( Castelbuono) - 5,6 km - 19'36"
- 4ª alla BOclassic ( Bolzano) - 16'12"
- 9ª al Giro Media Blenio ( Dongio) - 16'59"
- Argento alla Corrida di San Lorenzo ( Zogno) - 16'36"
- 7ª alla Scalata al Castello ( Arezzo) - 16'38"
- 7ª al Giro delle Mura ( Feltre), 4,5 km - 13'23"
- 5ª alla Gonnesa Corre ( Gonnesa), 4,5 km
- 9ª al Giro podistico internazionale di Pettinengo ( Pettinengo), 4 km - 13'00"
- Bronzo alla Cinque Mulini ( San Vittore Olona) - 19'40"
- 6ª al Campaccio ( San Giorgio su Legnano) - 21'55"
- 7ª al Cross di Alà dei Sardi ( Alà dei Sardi) - 19'18"
- Bronzo al Cross Internacional de Venta de Baños	( Venta de Baños) - 22'14"
- Bronzo al Cross della Pietrafessa ( Lanzo d'Intelvi) - 19'32"
- Argento al Cross di Cossato ( Cossato) - 17'03"

2004
- Oro alla Scalata al Castello ( Arezzo) - 33'10"
- 6ª al Giro podistico internazionale di Castelbuono ( Castelbuono), 5,8 km - 19'48"
- Argento a Le Miglia di Agordo ( Agordo), 5,54 km - 18'08"
- Oro alla Oderzo Città Archeologica ( Oderzo), 5,4 km - 17'38"
- Oro al Trofeo San Vittore ( Tonadico), 5,4 km - 17'37"
- Argento alla Corsa di Santo Stefano ( Giaveno del Montello) - 5,3 km - 17'10"
- Argento alla Corri a Castellina ( Castellina Marittima), 5,2 km - 17'42"
- 5ª alla Scalata al Castello ( Arezzo) - 16'14"
- Oro alla Corrida di San Lorenzo ( Zogno) - 17'19"
- 6ª alla Gonnesa Corre ( Gonnesa), 4,5 km
- Argento alla Cinque Mulini ( San Vittore Olona) - 16'13"
- 6ª al Cross di Alà dei Sardi ( Alà dei Sardi) - 18'34"
- Oro al Cross di Roncone ( Roncone) - 17'44"

2005
- 4ª alla Avon Running ( Milano) - 34'04"
- Argento al Trofeo San Vittore ( Tonadico), 5,4 km - 17'49"
- 4ª alla Gonnesa Corre ( Gonnesa), 4,5 km - 15'00"
- 4ª al Campaccio ( San Giorgio su Legnano) - 20'24"
- Oro al Cross della Vallagarina ( Villa Lagarina) - 27'07"
- 7ª al Cross Internacional del Calzado ( Fuensalida) - 23'41"
- Argento al Cross di Ivrea ( Ivrea) - 20'20"

2006
- Argento alla Stramilano ( Milano) - 1h12'12"

2009
- 4ª alla Brescia Ten ( Brescia) - 34'31"

2017
- Oro alla Brescia Ten ( Brescia) - 36'25"
- Oro alla Brescianina in Collina ( Brescia), 8,5 km - 31'32"
- 4ª al Cross di Gussago ( Gussago) - 15'37"

2021
- Bronzo alla Mezza maratona di Orzinuovi ( Orzinuovi) - 1h33'02"